# Johann Baptist Schlee
Johann Baptist Schlee (auch: Jean-Baptiste Schlee) (* 1897; † 1975) war ein deutscher Oboist und Musikpädagoge.

## Leben und Werk
Schlee war nach dem Zweiten Weltkrieg Solo-Oboist des Essener Orchesters und unterrichtete an der Folkwang Musikschule in Essen. Zu seinen Schülern zählte u. a. der Oboist und Orchesterleiter Helmut Winschermann. Schlee führte die „indische Atmungstechnik“ in das Oboespiel ein, die einen unbegrenzt langen, nicht durch Luftholen unterbrochenen Ton ermöglicht.
1949 spielte er den Solopart in der deutschen Erstaufführung von Richard Strauss’  Oboenkonzert in D-dur (AV 144 / TrV 292) aus dem Jahre 1945 bei einem Werkskonzert im Chemiewerk Hüls.